# Wladimir Matwejewitsch Bachmetjew

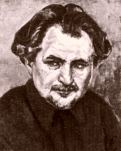
Wladimir Bachmetjew

Wladimir Matwejewitsch Bachmetjew (russisch Владимир Матвеевич Бахметьев; * 2. Augustjul. / 14. August 1885greg. in Semljansk, Gouvernement Woronesch; † 16. Oktober 1963 in Moskau) war ein russischer Schriftsteller, Publizist und Literaturkritiker.
Bachmetjew trat 1909 in die Sozialdemokratische Arbeiterpartei Russlands ein. Um 1910 begann er literarisch tätig zu werden. In seinen Romanen Martyns Verbrechen (1928) und Der Angriff (1933–1940) beschrieb er Ereignisse aus der Zeit der Bürgerkriegskämpfe in Russland. Ab 1934 gehörte er dem Schriftstellerverband der UdSSR an. Für sein Schaffen wurde Bachmetjew mit dem Leninorden geehrt.